# Ivan Perišić
Ivan Perišić (Split, 2 de febrer de 1989) és un futbolista professional croata que juga com a migcampista pel Tottenham Hotspur FC i la selecció croata.

## Característiques tècniques
Capaç d'oferir una bona aportació a l'àrea i replantejar-se ràpidament en defensa, combina bones habilitats tècniques amb una notable destresa atlètica, que utilitza per escapar progressivament dels defensors contraris. La seva versatilitat li permet actuar tant darrere dels davanters com en els carrils exteriors, principalment en el paper d'extrem esquerre. Ràpid i hàbil en el dribbling -sovint realitzat amb el pas doble, sap ser respectat fins i tot en el joc aeri.

## Internacional
El 18 de juny de 2023 va jugar com a titular a la final de la Lliga de Nacions de la UEFA 2023 que Croacia va perdre contra Espanya 5-4 als penals després d'un empat a 2 després de la pròrroga.

## Palmarès
Borussia Dortmund
- 1 Lliga alemanya: 2011-12
- 1 Copa alemanya: 2011-12

VfL Wolfsburg
- 1 Copa alemanya: 2014-15
- 1 Supercopa alemanya: 2015

Bayern de Múnic
- 1 Lliga de Campions de la UEFA: 2019-20
- 1 Lliga alemanya: 2019-20
- 1 Copa alemanya: 2019-20

FC Inter de Milà
- 1 Serie A: 2020-21
- 1 Copa italiana: 2021-22
- 1 Supercopa italiana: 2021